# 拉斯蒂克 (多姆山省)
拉斯蒂克（法語：Lastic，法語發音：[lastik]）是法国多姆山省的一个市镇，属于克莱蒙费朗区。

## 地理
拉斯蒂克（45°42'37"N, 2°34'5"E）面积17.31 平方千米，位于法国奥弗涅-罗讷-阿尔卑斯大区多姆山省，该省份为法国中南部省份，北起阿列省接壤，东临卢瓦尔省，南至上盧瓦爾省和康塔爾省，西接科雷兹省和克勒兹省。
与拉斯蒂克接壤的市镇（或旧市镇、城区）包括：拉斯蒂克堡、布里丰、埃尔芒附近圣日耳曼、圣叙尔皮斯。

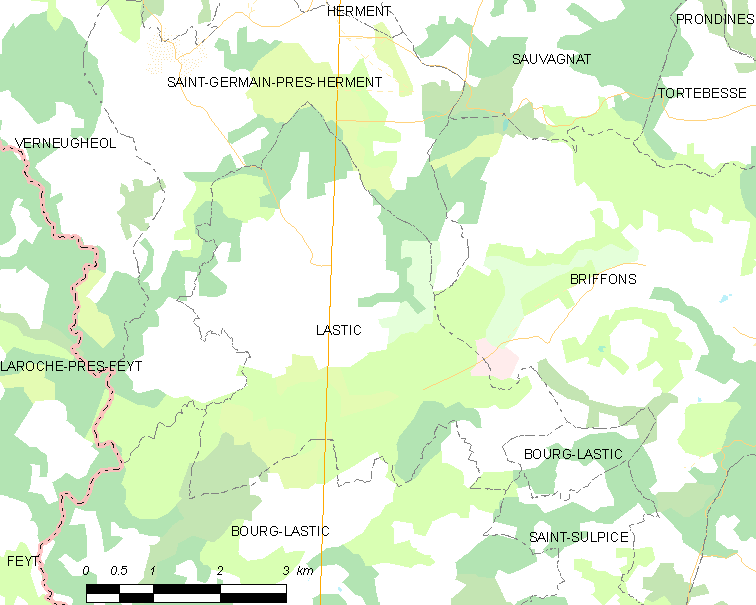
的OSM定位图

拉斯蒂克的时区为UTC+01:00、UTC+02:00（夏令时）。

## 行政
拉斯蒂克的邮政编码为63760，INSEE市镇编码为63191。

## 政治
拉斯蒂克所属的省级选区为圣乌尔斯县。

## 人口

1962-2008年间人口变化图示

拉斯蒂克于2022年1月1日时的人口数量为99人。